# مناقشات مرزی ایران و عراق
مناقشات مرزی ایران و عراق به اختلاف نظر و درگیریهای حکومت ایران با همسایهٔ غربی خود از زمان سلسله صفوی گفته می‌شود. در این مدت مرز ایران و عراق بارها دچار تغییر و جابجایی شده‌است. اما با امضای پیمان ۱۹۷۵ الجزایر که جزء پیمان‌های بین‌المللی معتبر می‌باشد، حد و حدود دقیق مرز ایران با عراق مشخص شده و تاکنون دچار تغییر نشده‌است.

## میدان‌های نفتی
ایران و عراق در طول مرز مشترک خود دارای ۵ مخزن نفتی مشترک عمده هستند. این میادین عبارتند از: میدان نفت شهر (در مجاورت میدان نفت خانه)، میدان دهلران (در مجاورت میدان ابوغریب)، میدان پایدار غرب (در مجاورت میدان فکه)، میدان آزادگان (در مجاورت میدان مجنون) و میدان یادآوران (در مجاورت میدان سنباد).
در طول مرز مشترک ایران و عراق در مجموع ۲۳ مخزن هیدروکربنی وجود دارد که اکثر این منابع دست‌نخورده باقی مانده است. بر اساس توافقات مقامات دو کشور در سال ۱۳۹۰ دو کشور تصمیم دارند با تأسیس یک شرکت مشترک نفتی اقدام به بهره‌برداری از این مخازن نمایند.